# Kovács Elemér (labdarúgó)
Kovács Elemér (Budapest, 1890. június 30. – 1965. december 11.) válogatott labdarúgó, fedezet, csatár, majd játékvezető, edző. Testvére Kovács Lajos az MTK labdarúgója volt.

## Pályafutása

### Klubcsapatban
1916-17-es idényben bajnokságot nyert az MTK csapatával. A Ferencvárosban 1919. tavaszán mutatkozott be. Utolsó mérkőzését novemberben játszotta. A Fradiban összesen 13 mérkőzésen szerepelt (12 bajnoki, 1 nemzetközi) és hat bajnoki gólt szerzett. 1921-ben a Rákoszentmihályi TK játékosa lett. 1924-ben a BSE-hez igazolt.

### A válogatottban
1915 és 1917 között három alkalommal szerepelt a válogatottban.

## Sikerei, díjai
- Magyar bajnokság
  - bajnok: 1916–17
  - 2.: 1918–19
  - 3.: 1919–20

## Statisztika

### Mérkőzései a válogatottban
| Magyarország | Magyarország      | Magyarország              | Magyarország | Magyarország | Magyarország | Magyarország | Magyarország | Magyarország |
| #            | Dátum             | Helyszín                  | Hazai        | Eredmény     | Vendég       | Kiírás       | Gólok        | Esemény      |
| ------------ | ----------------- | ------------------------- | ------------ | ------------ | ------------ | ------------ | ------------ | ------------ |
| 1.           | 1915. november 7. | Budapest, Üllői úti pálya | Magyarország | 6 – 2        | Ausztria     | barátságos   | -            |              |
| 2.           | 1916. május 7.    | Bécs, WAC-Platz           | Ausztria     | 3 – 1        | Magyarország | barátságos   | -            |              |
| 3.           | 1917. május 6.    | Bécs, WAC-Platz           | Ausztria     | 1 – 1        | Magyarország | barátságos   | -            |              |
|              | Összesen          |                           |              | 3            | mérkőzés     |              | 0            | gól          |